# جرمایا زیگار
جرمایا زِیگار (انگلیسی: Jeremiah Zagar؛ ‏‎/ˈzeɪɡɑːr/‎؛ ‏ زادهٔ ۱۹۸۰ یا ۱۹۸۱) کارگردان، تدوین‌گر، تهیه‌کننده، نویسنده و فیلم‌نامه‌نویس است.
از فیلم‌هایی که وی در آن‌ها نقش داشته است، می‌توان به  زرنگ‌بازی و ما حیوانات اشاره نمود.